# Gary Thompson
Gary Thompson (Vancouver; 9 de septiembre de 1945) es un exfutbolista canadiense que jugó como delantero.

## Selección nacional
Disputó siete partidos con la selección de Canadá, todos válidos para la clasificación al Mundial de 1978. Cuatro juegos en 1976 y tres en 1977.

### Participaciones en Campeonatos Concacaf
| Copa                                       | Sede   | Resultado     | Part. | Goles |
| ------------------------------------------ | ------ | ------------- | ----- | ----- |
| Campeonato de Naciones de la Concacaf 1977 | México | Cuarto puesto | 3     | 0     |

## Clubes
| Club                  | País   | Año       |
| --------------------- | ------ | --------- |
| Eintracht Vancouver   | Canadá | 1970-1971 |
| UBC Thunderbirds      | Canadá | 1971-1972 |
| New Westminster Blues | Canadá | 1973      |
| Vancouver Whitecaps   | Canadá | 1974-1977 |